# Čestmír Chaloupka
Čestmír Chaloupka (* 20. listopadu 1946 Otrokovice) je bývalý český fotbalový útočník.

## Hráčská kariéra
V nejvyšší soutěži debutoval už jako dorostenec v dresu rodných Otrokovic (1964/65). Jako jednoho z nejlepších střelců Otrokovic v jejich nedlouhé ligové historii si ho vyhlédla brněnská Zbrojovka (1965–1969). Později hrál nižší soutěže za KPS Brno a Moravskou Slaviu.

### Evropské poháry
V Poháru veletržních měst 1965/66 (předchůdce Poháru UEFA) nastoupil za Spartak ZJŠ Brno k 6 zápasům, v prvním (28. září 1965 v Brně proti Lokomotivu Plovdiv) otevřel skóre (zápas nakonec skončil 2:0), což byl také jeho jediný gól v evropských pohárech.

### Ligová bilance
| Ročník                                   | Zápasy | Góly | Minuty | Klub                 |
| ---------------------------------------- | ------ | ---- | ------ | -------------------- |
| 2. československá fotbalová liga 1963/64 | –      | –    | –      | TJ Jiskra Otrokovice |
| 1. československá fotbalová liga 1964/65 | 25     | 5    | 2 250  | TJ Jiskra Otrokovice |
| 1. československá fotbalová liga 1965/66 | 12     | 1    | 1 080  | TJ Spartak ZJŠ Brno  |
| 1. československá fotbalová liga 1966/67 | 3      | 0    | 184    | TJ Spartak ZJŠ Brno  |
| 2. československá fotbalová liga 1967/68 | –      | 3    | –      | TJ Spartak ZJŠ Brno  |
| 2. československá fotbalová liga 1968/69 | –      | 2    | –      | TJ Zbrojovka Brno    |
| CELKEM 1. LIGA                           | 40     | 6    | 3 514  |                      |